# Micrathena parallela
Micrathena parallela är en spindelart som först beskrevs av O. Pickard-Cambridge 1890.  Micrathena parallela ingår i släktet Micrathena och familjen hjulspindlar. Inga underarter finns listade i Catalogue of Life.